# Vita (Spanyolország)
Vita egy község Spanyolországban, Ávila tartományban.  Lakosainak száma 71 fő (2024).

## Népesség
A település népessége az utóbbi években az alábbiak szerint változott:
| Lakosok száma | 122  | 101  | 100  | 99   | 95   | 90   | 84   | 84   | 80   | 71   |
|               | 2001 | 2004 | 2006 | 2009 | 2011 | 2014 | 2016 | 2019 | 2021 | 2024 |